# Mouçós
Mouçós é uma Vila portuguesa do Município de Vila Real, situada na margem esquerda do Rio Corgo. Foi sede da extinta Freguesia de Mouçós, freguesia que tinha 23,54 km² de área e 3 051 habitantes (2011). 
A Freguesia de Mouçós foi extinta (agregada) pela reorganização administrativa de 2012/2013, tendo o seu território sido integrado na então criada União das Freguesias de Mouçós e Lamares.
A Freguesia de Mouçós disputava com a Freguesia de Campeã o título de freguesia do município com mais lugares. Devido à contiguidade de muitos destes, nem sempre era possível estabelecer inequivocamente o seu número; uma lista possível seria: Abobeleira, Alfarves, Alvites, Bouça, Bouça da Raposa, Sigarrosa, Compra, Estação, Feitais, Jorjais (não confundir com a aldeia homónima, partilhada pelas freguesias de Abaças e Andrães), Lagares, Lage, Magarelos, Merouços, Mouçós (sede), Pena de Amigo, Piscais, Ponte, Sanguinhedo, Santa Baía, Sequeiros, Tojais e Varge.

## Santuário de Nossa Senhora da Pena
No território desta antiga freguesia se situa o Santuário de Nossa Senhora da Pena, palco de uma das mais impressionantes romarias de Portugal, protagonizada pelo alegadamente maior andor do mundo.
Em 2014 o andor atingiu os 23 metros, pesava cerca de duas toneladas e precisou de, pelo menos, 80 homens para o transportar. Em 2015 um dos andores da procissão tombou matando uma pessoa.

## História
Surge nas Inquirições de D. Afonso II (1220) sob a designação de Sancto Salvatore de Boucoos (também Baucoos e Bouzoos). Em 1258 a paróquia já aparece como Sancti Salvatoris de Mouzoos e, em 1290, como San Salvador de Moucóos.
Sanguinhedo teve foral de D. Sancho II em 24 de Dezembro de 1223. A aldeia de Ponte esteve para ser cabeça de toda a região, substituindo Constantim, antes da fundação de Vila Real. O projecto, de D. Afonso III (foral de 7 de Dezembro de 1272), não foi, no entanto, coroado de êxito.
Tal como todas as demais terras pertencentes aos Marqueses de Vila Real, Mouçós passou em 1641 para a posse da Coroa, quando o Marquês e o seu herdeiro foram executados sob acusação de conjura contra D. João IV. Em 1654, passou a integrar o património da recém-criada Sereníssima Casa do Infantado, situação que se manteve até à extinção desta, aquando das reformas do Liberalismo.
No século XVI pertenciam a esta paróquia os lugares da (entretanto extinta) freguesia de São Tomé do Castelo. Mouçós foi uma das freguesias que, em 1960, cedeu território para a criação da (entretanto também extinta) freguesia urbana de Nossa Senhora da Conceição: parte do Bairro de Santa Maria, até então chamado Bairro de Além do Rio.
Na sequência da reorganização administrativa ditada pela Lei n.º 22/2012, o território da vizinha freguesia de Lamares foi-lhe anexado, passando o conjunto a designar-se oficialmente União das Freguesias de Mouçós e Lamares. Assim, "Mouçós" foi de facto extinta enquanto designação oficial de freguesia.

## População
| População da freguesia de Mouçós (1801–2011)                              | População da freguesia de Mouçós (1801–2011) | População da freguesia de Mouçós (1801–2011) | População da freguesia de Mouçós (1801–2011) | População da freguesia de Mouçós (1801–2011) | População da freguesia de Mouçós (1801–2011) | População da freguesia de Mouçós (1801–2011) | População da freguesia de Mouçós (1801–2011) | População da freguesia de Mouçós (1801–2011) | População da freguesia de Mouçós (1801–2011) | População da freguesia de Mouçós (1801–2011) | População da freguesia de Mouçós (1801–2011) | População da freguesia de Mouçós (1801–2011) | População da freguesia de Mouçós (1801–2011) | População da freguesia de Mouçós (1801–2011) | População da freguesia de Mouçós (1801–2011) | População da freguesia de Mouçós (1801–2011) |
| 1801                                                                      | 1849                                         | 1864                                         | 1878                                         | 1890                                         | 1900                                         | 1911                                         | 1920                                         | 1930                                         | 1940                                         | 1950                                         | 1960                                         | 1970                                         | 1981                                         | 1991                                         | 2001                                         | 2011                                         |
| ------------------------------------------------------------------------- | -------------------------------------------- | -------------------------------------------- | -------------------------------------------- | -------------------------------------------- | -------------------------------------------- | -------------------------------------------- | -------------------------------------------- | -------------------------------------------- | -------------------------------------------- | -------------------------------------------- | -------------------------------------------- | -------------------------------------------- | -------------------------------------------- | -------------------------------------------- | -------------------------------------------- | -------------------------------------------- |
| 1 607                                                                     | 1 850                                        | 1 948                                        | 1 991                                        | 2 016                                        | 2 307                                        | 2 350                                        | 2 391                                        | 2 496                                        | 2 748                                        | 3 123                                        | 3 090                                        | 2 714                                        | 2 735                                        | 2 689                                        | 2 906                                        | 3 051                                        |
| Nota: a freguesia de Mouçós sofreu uma pequena perda territorial em 1960. |                                              |                                              |                                              |                                              |                                              |                                              |                                              |                                              |                                              |                                              |                                              |                                              |                                              |                                              |                                              |                                              |

| Distribuição da População por Grupos Etários em 2001 e 2011 | Distribuição da População por Grupos Etários em 2001 e 2011 | Distribuição da População por Grupos Etários em 2001 e 2011 | Distribuição da População por Grupos Etários em 2001 e 2011 | Distribuição da População por Grupos Etários em 2001 e 2011 | Distribuição da População por Grupos Etários em 2001 e 2011 | Distribuição da População por Grupos Etários em 2001 e 2011 | Distribuição da População por Grupos Etários em 2001 e 2011 | Distribuição da População por Grupos Etários em 2001 e 2011 | Distribuição da População por Grupos Etários em 2001 e 2011 |
| ----------------------------------------------------------- | ----------------------------------------------------------- | ----------------------------------------------------------- | ----------------------------------------------------------- | ----------------------------------------------------------- | ----------------------------------------------------------- | ----------------------------------------------------------- | ----------------------------------------------------------- | ----------------------------------------------------------- | ----------------------------------------------------------- |
| Idade                                                       | 0-14                                                        | 15-24                                                       | 25-64                                                       | > 65                                                        |                                                             | 0-14                                                        | 15-24                                                       | 25-64                                                       | > 65                                                        |
| 2001                                                        | 471                                                         | 485                                                         | 1.493                                                       | 457                                                         |                                                             | 16,2%                                                       | 16,7%                                                       | 51,4%                                                       | 15,7%                                                       |
| 2011                                                        | 483                                                         | 300                                                         | 1.683                                                       | 585                                                         |                                                             | 15,8%                                                       | 9,8%                                                        | 55,2%                                                       | 19,2%                                                       |

## Património Cultural
- Igreja do Salvador ou Igreja Paroquial de Mouçós com a Arca tumular românica anexa
- Igreja de Nossa Senhora de Guadalupe, incluindo as duas pedras tumulares dos séculos XVI e XVII na nave
- Ponte de Piscais, sobre o rio Corgo

## Outro Património
- Santuário de Nossa Senhora da Pena